# Гусев, Иван Фёдорович
Иван Фёдорович Гусев (1902—1991) — советский военачальник, генерал-лейтенант артиллерии (1945).

## Биография
Родился в селе Покровское (ныне в Кропивницком районе Кировоградской области, Украина). Русский.
С июля 1924 года на службе в РККА.
В 1924—1926 годах участвует в борьбе с басмачеством.
Член ВКП(б) с 1926 года.
В Великой Отечественной войне полковник Гусев с декабря 1941 года на Крымском фронте, с июля 1942 года назначен заместителем командующего артиллерией 64-й армии Донского фронта.
С февраля 1943 года командующий артиллерией 47-й армии.
С ноября 1943 года — командующий артиллерией 40-й армии.
24 декабря 1943 года Гусеву присвоено звание генерал-майор артиллерии.
С января 1944 года и до конца войны — командующий артиллерией 6-й танковой армии, преобразованной 12 сентября 1944 года в 6-ю гвардейскую танковую армию.
29 мая 1945 года Гусеву присвоено звание генерал-лейтенант артиллерии.
В составе 6-й гвардейской танковой армии участвует в Советско-японской войне.
После войны продолжил службу в Советской Армии.
С 1959 года и до выхода в отставку в 1963 году занимал должность руководителя военной кафедры Института цветных металлов и золота в Красноярске.
Умер в 1991 году, похоронен на Троекуровском кладбище города Москвы.

## Награды

### СССР
- орден Ленина (15.11.1950[3])
- три ордена Красного Знамени (30.03.1943[4], 03.11.1944[3], 05.11.1954[3])
- орден Кутузова I степени[5] (06.04.1945)
- два ордена Суворова II степени (10.01.1944[6][7][8],13.06.1944[9])
- два ордена Отечественной войны I степени (21.09.1943[10], 06.04.1985[11])
  - Медали, в т. ч.:
  - «За оборону Сталинграда»
  - «За оборону Кавказа»
  - «За Победу над Германией в Великой Отечественной войне 1941—1945 гг.»
  - «За победу над Японией»
  - «За взятие Будапешта»
  - «За взятие Вены»
  - «За освобождение Праги»
  - «Ветеран Вооружённых Сил СССР»

Приказы (благодарности) Верховного Главнокомандующего, в которых отмечен И. Ф. Гусев:
- За разгром восьми танковых дивизий немцев, среди которых танковые дивизии СС «Адольф Гитлер» и «Райх», четырнадцати пехотных дивизий, овладение городом и крупным железнодорожным узлом Коростень, городами Володарск-Волынский, Червоноармейск, Черняхов, Радомышль, Коростышев, городом и важнейшим железнодорожным узлом Казатин, городом Сквира. 30 декабря 1943 года № 52.
- За овладение штурмом городом и крупной железнодорожной станцией Белая Церковь — важным опорным пунктом обороны немцев. 4 января 1944 года № 55.
- За овладение городом Васлуй — важным узлом коммуникаций и сильным опорным пунктом обороны противника между реками Серет и Прут. 23 августа 1944 года № 170.
- За разгром группировки противника южнее Ясс, и овладение городами Роман, Бакэу, Бырлад и Хуши — стратегически важными опорными пунктами обороны противника, прикрывающими пути к центральным районам Румынии. 24 августа 1944 года № 174.
- За овладение штурмом городами и крупными узлами коммуникаций Фокшаны и Рымникул-Сэрат (Рымник) — важными опорными пунктами обороны немцев. 27 августа 1944 года № 177.
- За овладение городом и основным центром нефтяной промышленности Румынии — Плоешти. 30 августа 1944 года № 182.
- За разгром группировки немецких войск в районе Плоешти и южнее Плоешти, вступление в город Бухарест и ликвидацию немецкой угрозы с севера столице Румынии. 31 августа 1944 года № 183.
- За овладение штурмом крупным промышленным центром Венгрии городом Дебрецен — важным узлом коммуникаций и мощным опорным пунктом обороны противника. 20 октября 1944 года № 199.
- За отражение атаки одиннадцати танковых дивизий немцев юго-западнее Будапешта, переход в наступление, разгром танковой группу немцев и овладение городами Секешфехервар, Мор, Зирез, Веспрем, Эньинг. 24 марта 1945 года. № 306.
- За овладение городами Папа и Девечер — крупными уздами дорог и сильными опорными пунктами обороны немцев, прикрывающими пути к границам Австрии. 26 марта 1945 года. № 311.
- За форсирование реки Раба и овладение городами Чорно и Шарвар — важными узлами железных дорог — сильными опорными пунктами обороны немцев, прикрывающими пути к границам Австрии. 28 марта 1945 года. № 314.
- За овладение городами и важными узлами дорог Сомбатель, Капувар, захват города Кесег, и выход на австрийскую границу. 29 марта 1945 года. № 316.
- За овладение на территории Австрии промышленным городом и крупным железнодорожным узлом Винер-Нойштадт и городами Эйзенштадт, Неункирхен, Глоггнитц — важными опорными пунктами обороны немцев на подступах к Вене. 3 апреля 1945 года. № 328.
- За овладение столицей Австрии городом Вена — стратегически важным узлом обороны немцев, прикрывающим пути к южным районам Германии. 13 апреля 1945 года. № 334.
- За овладение крупным промышленным центром Чехословакии городом Брно (Брюн) — важным узлом дорог и мощным опорным пунктом обороны немцев. 26 апреля 1945 года. № 345.